# Johanna Schaller-Klier
Johanna Schaller-Klier (Alemania, 13 de septiembre de 1952) es una atleta alemana retirada, especializada en la prueba de 100 m vallas en la que, compitiendo con la República Democrática Alemana, llegó a ser campeona olímpica en 1976.

## Carrera deportiva
En los JJ. OO. de Montreal 1976 ganó la medalla de oro en los 100 metros vallas, con un tiempo de 12.77 segundos, llegando a meta por delante de las soviéticas Tatiana Anisimova y Natalya Lebedeva.
Cuatro años después, en los JJ. OO. de Moscú 1980 ganó la medalla de plata en la misma prueba, con un tiempo de 12.63 segundos, llegando a meta tras la soviética Vera Komisova que con 12.56 segundos batió el récord del mundo, y por delante de la polaca Lucyna Langer (bronce con 12.65 segundos).